# Osservatorio astronomico Štefánik

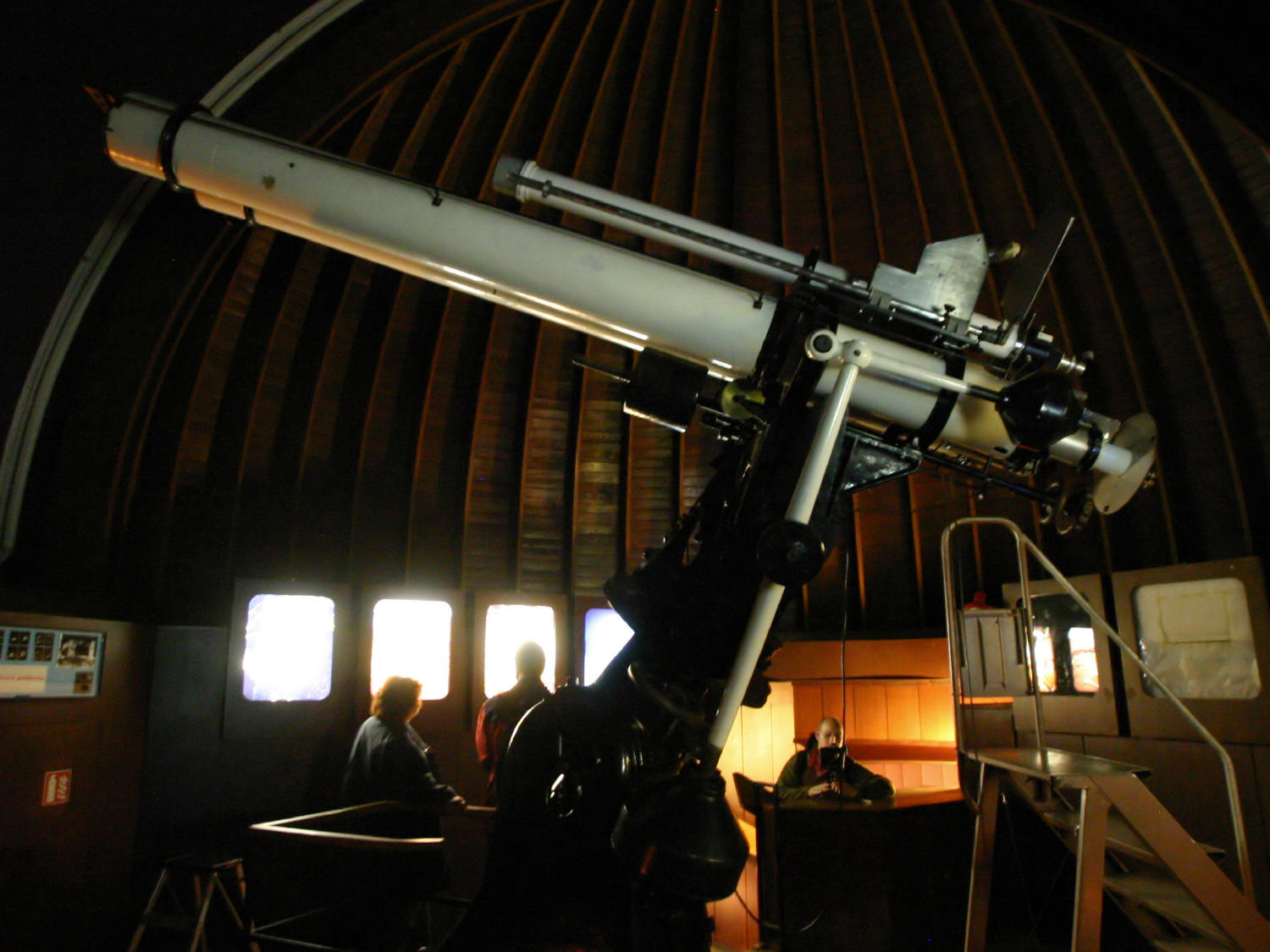
Il telescopio a doppia rifrazione Zeiss

L'osservatorio astronomico Štefánik (in ceco Štefánikova hvězdárna) è un'importante struttura scientifica che si trova sulla collina di Petřín, nel quartiere di Strahov al centro della città di Praga.
L'osservatorio è stato fondato nel 1928 e intitolato alla memoria dell'astronomo slovacco Milan Rastislav Štefánik, personaggio poliedrico che è stato anche militare e uomo politico, che è stato anche ministro della guerra della Cecoslovacchia dopo l'indipendenza. Oggi il compito che la struttura si prefigge è quello di rendere popolare l'astronomia e le scienze ad essa collegate.

## Tecnologia
I principali telescopi dell'osservatorio sono un telescopio a doppia rifrazione della Zeiss di Jena con oculari König, collocato nella cupola principale costruita nel 1928, e un telescopio Maksutov-Cassegrain installato nella cupola occidentale nel 1976. La cupola orientale dell'osservatorio viene utilizzata per osservazioni scientifiche ed è stata attrezzata dal 1999 con un telescopio catadiottrico da 40 cm Meade.
Davanti alla meridiana dell'osservatorio è collocata la statua di Štefánik.